# Turbulencia de estela

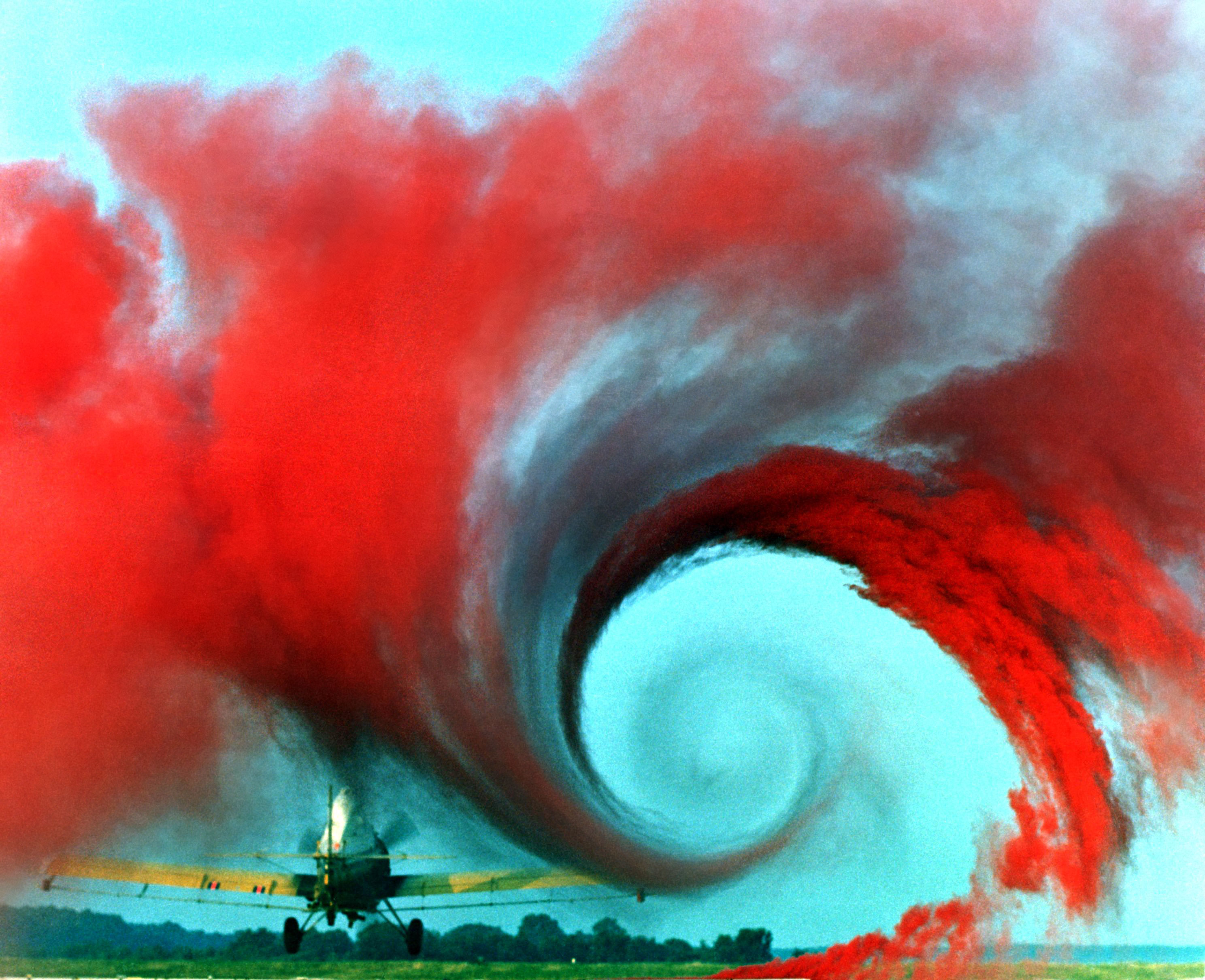
Esta imagen, tomada de un estudio de la NASA sobre los vórtices de las puntas de las alas, ilustra cualitativamente la turbulencia de estela.

La «turbulencia de estela» es una perturbación en la atmósfera que se forma detrás de una aeronave cuando atraviesa el aire. Incluye varios componentes, los más significativos de los cuales son los vórtices de puntas de alas y el chorro de aire expulsado por un motor a reacción.
La turbulencia de estela es especialmente peligrosa en la zona situada detrás de una aeronave durante las fases de despegue o aterrizaje del vuelo. Durante el despegue y el aterrizaje, una aeronave opera con un ángulo de ataque elevado. Esta actitud de vuelo maximiza la formación de vórtices fuertes. En las proximidades de un aeropuerto, puede haber múltiples aeronaves, todas operando a baja velocidad y baja altitud; esto supone un riesgo adicional de turbulencia de estela con una altura reducida desde la que recuperarse de cualquier perturbación.

## Definición
La turbulencia de estela es un tipo de turbulencia en aire claro. En el caso de la turbulencia de estela creada por las alas de una aeronave pesada, el par de vórtices giratorios permanece durante un tiempo considerable después del paso de la aeronave, a veces más de un minuto. Uno de estos vórtices giratorios puede perturbar gravemente o incluso invertir una aeronave más pequeña que se encuentre con él, ya sea en el aire o en tierra.

### En vuelo nivelado con ala fija
La circulación del vórtice es hacia afuera, hacia arriba y alrededor de las puntas de las alas cuando se observa desde delante o desde detrás de la aeronave. Las pruebas con aeronaves de gran tamaño han demostrado que los vórtices permanecen separados menos de una envergadura, desplazándose con el viento, a altitudes superiores a una envergadura desde el suelo. Las pruebas también han demostrado que los vórtices descienden a una velocidad de varios cientos de pies por minuto, ralentizando su descenso y disminuyendo su fuerza con el tiempo y la distancia detrás de la aeronave generadora.
A gran altitud, los vórtices descienden a una velocidad de 90-150 metros (98,4-164 yd) por minuto y se estabilizan a unos 150-270 metros (164-295,3 yd) por debajo del nivel de vuelo de la aeronave generadora. Por lo tanto, se considera que las aeronaves que operan a altitudes superiores a 600 m corren menos riesgo.
Cuando los vórtices de los aviones más grandes descienden cerca del suelo, a una distancia de entre 100-200 pies (30,5-61,0 m) — tienden a desplazarse lateralmente sobre el suelo a una velocidad de 2-3 nudos (3,7-5,6 km/h). Un viento cruzado disminuye el movimiento lateral del vórtice de barlovento y aumenta el movimiento del vórtice de sotavento.

### Helicópteros

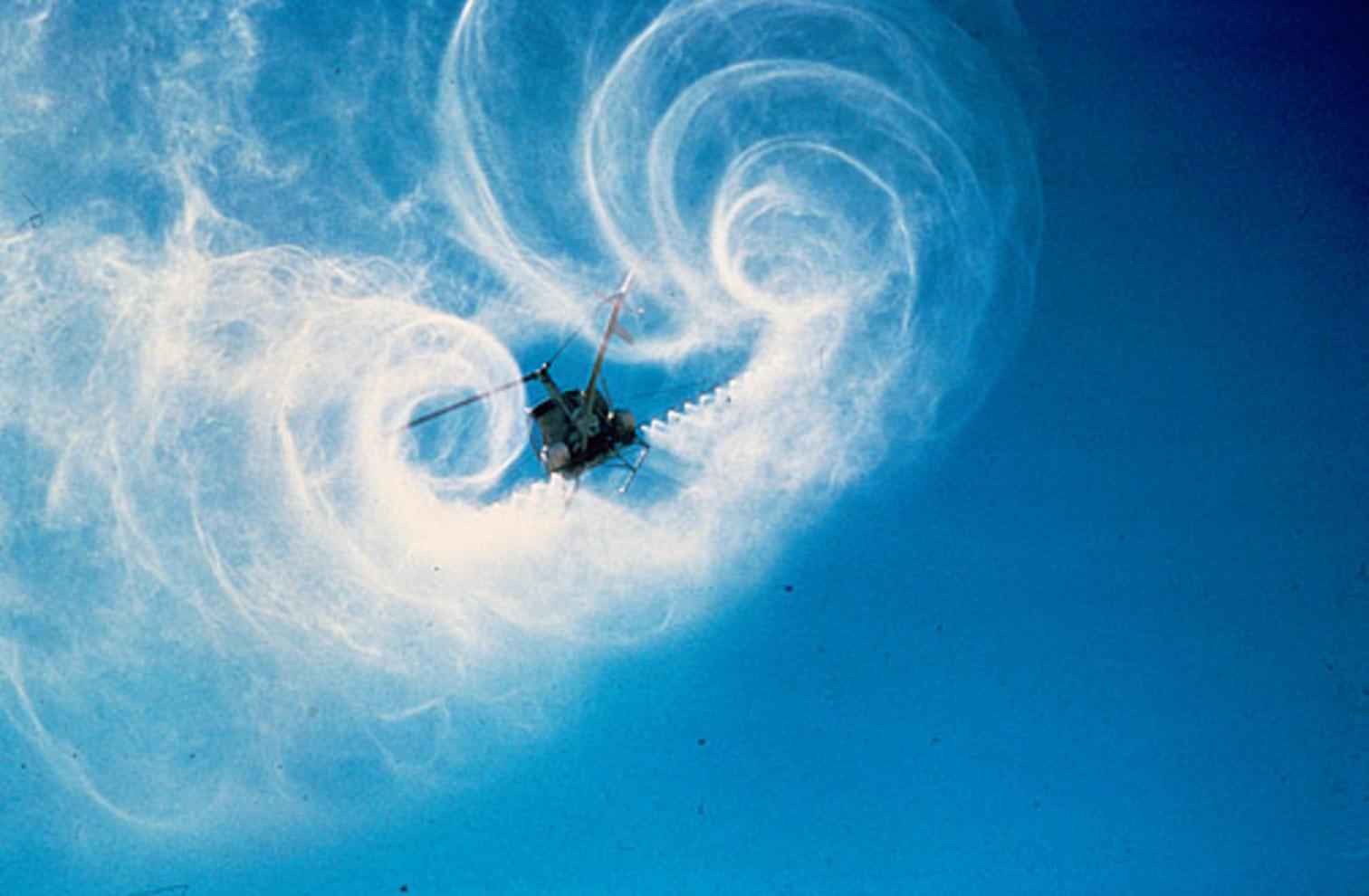
Estela generada por un helicóptero fumigando en vuelo

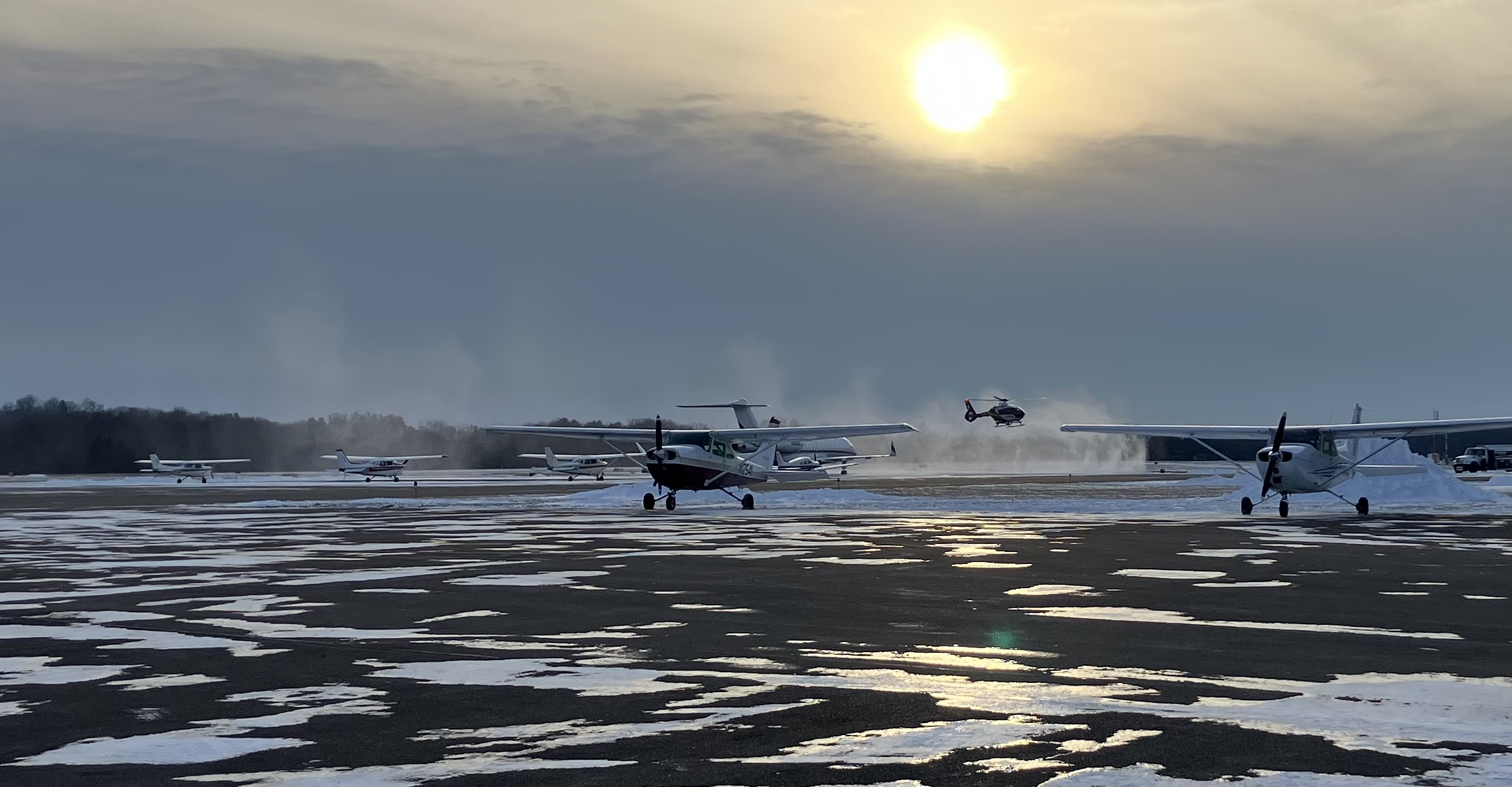
Un helicóptero rodando hacia su zona de estacionamiento y levantando nieve suelta en el aire

Los helicópteros también producen turbulencias de estela. Las estelas de los helicópteros pueden ser significativamente más fuertes que las de un avión de ala fija del mismo peso. La estela más fuerte se produce cuando el helicóptero vuela a velocidades más lentas (entre 20 y 50 nudos). Los helicópteros ligeros con sistemas de rotor de dos palas producen una estela tan fuerte como los helicópteros más pesados con más de dos palas. La fuerte estela del rotor del Bell-Boeing V-22 Osprey rotor basculante puede extenderse más y ha contribuido a un accidente.

## Prevención de riesgos
Los dispositivos de punta alar pueden reducir ligeramente la potencia de los vórtices de punta alar. Sin embargo, estos cambios no son lo suficientemente significativos como para modificar las distancias o los tiempos de seguridad para seguir a otras aeronaves. 

### Categorías de turbulencia de estela
La OACI establece categorías de turbulencia de estela basadas en el peso máximo de despegue (MTOW) de la aeronave. Estas se utilizan para la separación de aeronaves durante el despegue y el aterrizaje.

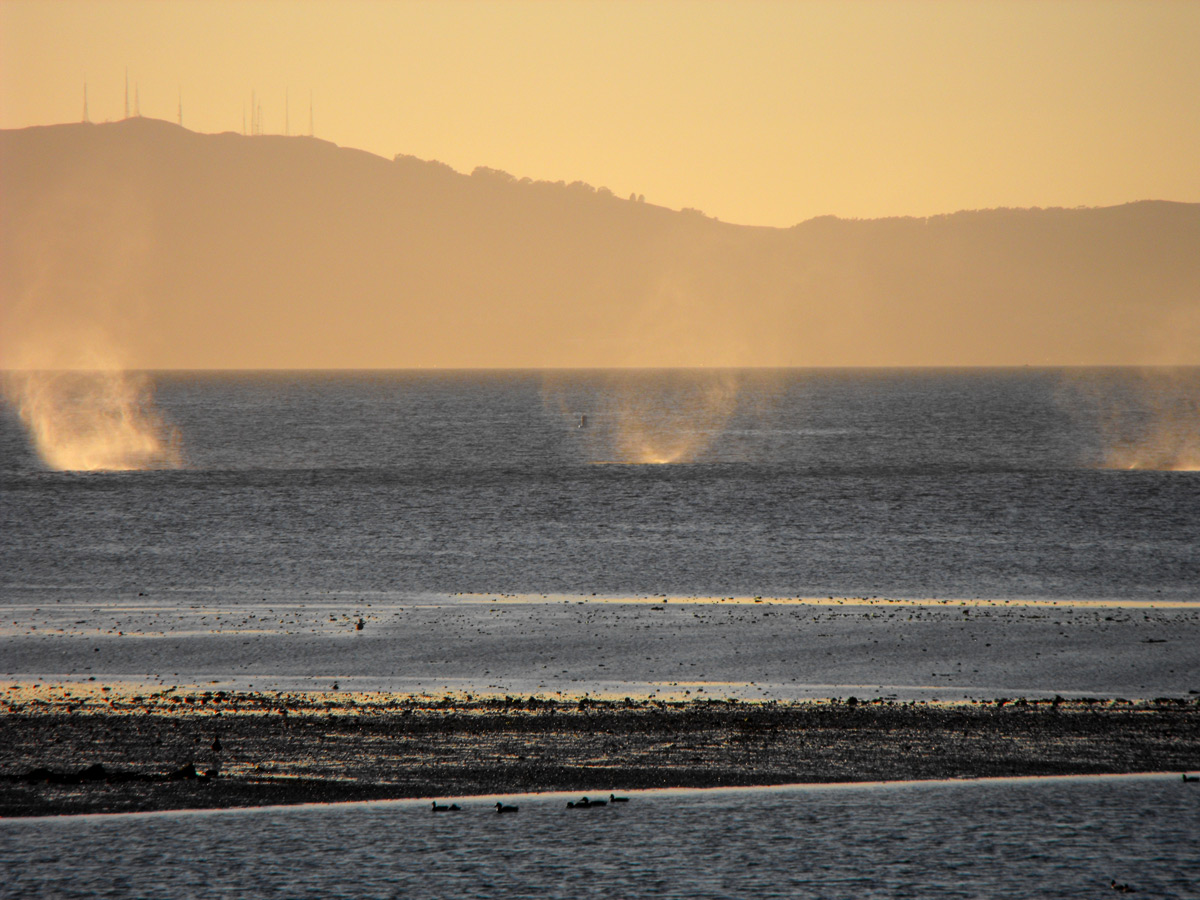
Los vórtices de estela de un Airbus aterrizando en el Aeropuerto Internacional de Oakland interactúan con el mar al descender hasta el nivel del suelo.

Existen varios criterios de separación para las fases de despegue, aterrizaje y ruta del vuelo basados en las categorías de turbulencia de estela. Los controladores aéreos ordenan la secuencia de las aeronaves que realizan aproximación instrumental teniendo en cuenta estos criterios. Se informa a las aeronaves que realizan una aproximación visual del espaciamiento recomendado y se espera que mantengan la separación. : 9 